# 울프맨 (2025년 영화)
《울프맨》(영어: Wolf Man)은 2025년 개봉한 미국의 초자연 공포 영화이다. 리 워넬이 감독과 공동각본을 맡았으며, 1941년 동명 영화를 리부트한 작품이다. 배우 크리스토퍼 애벗이 주인공 울프맨 역을 맡는다.

## 출연
- 크리스토퍼 애벗/잭 챈들러(아역) - 블레이크 러블 / 울프맨
- 줄리아 가너 - 샬롯 러블
- 머틸다 퍼스 - 진저 러블
- 샘 재거 - 그레이디 러블
- 벤 프렌더개스트 - 그래디 울프
- 베네딕트 하디 - 데렉 키엘
- 리 워넬 - 댄 키엘

## 참고 사항
- 티저 예고편 속, 제목이 나오는 효과는 영화 에이리언을 오마주하였다.